# Terravecchia
Terravecchia község (comune) Olaszország Calabria régiójában, Cosenza megyében.

## Fekvése
A megye délkeleti részén fekszik. Határai: Cariati, Crucoli és Scala Coeli.

## Története
A település pontos alapítására vonatkozóan nincsenek pontos adatok. 1921-ig Cariati része volt. 

## Népessége
A népesség számának alakulása:

## Főbb látnivalói
- Palazzo Tursi
- Santa Maria del Monte Carmelo-templom
- San Pietro in Vincoli-templom
- Madonna dell’Addolorata-templom